# Primeiro as Senhoras
Primeiro as Senhoras é um livro do escritor português Mário Zambujal, publicado em 2006, pela Oficina do Livro.